# Каманя Монферато
Кама̀ня Монфера̀то (на италиански: Camagna Monferrato; на пиемонтски: Camagna, Каманя) е село и община в Северна Италия, провинция Алесандрия, регион Пиемонт. Разположено е на 261 m надморска височина. Населението на общината е 533 души (към 2010 г.).